# Elthusa parabothi
Elthusa parabothi is een pissebed uit de familie Cymothoidae. De wetenschappelijke naam van de soort is voor het eerst geldig gepubliceerd in 2004 door Trilles & Justine.